# Михаил Формузал
Михаи́л Мака́рович Формуза́л (на гагаузки: Mihail Formuzal) е гагаузки политик, президент на Автономно териториално образувание Гагаузия, Република Молдова от 17 декември 2006 до 23 март 2015 г.

## Биография
Роден е на 7 ноември 1959 година в село Бешгиоз, Молдавска ССР, в многодетно семейство. Завършва средното си образование в родното си село, след което отива в армията, където служи в периода между 1977 и 1994 година. По време на военната си служба завършва Висшето военно командно-артилерийско училище „М. В. Фрунзе“ в Одеса. В периода между 1995 и 1998 година се обучава в Академията по публична администрация.
През 1995 година става заместник-кмет на Чадър Лунга, от 1999 година е избран за кмет на града, а през 2003 година е преизбран. През декември 2006 година е избран за башкан на АТО Гагаузия.